# Область Народностей Південної Ефіопії
Область Народностей Південної Ефіопії (амх. ደቡብ ብሔሮች ብሔረሰቦችና ሕዝቦች ክልል — Регіон Південних Націй, Народів і Народностей) — один з дев'яти регіонів Ефіопії (штат), утворений після виборів 1994 року внаслідок злиття Регіонів 7, 8, 9, 10 і 11. Адміністративний центр — місто Аваса. Іноді також називається Південні народи та племена.

## Географія
Регіон межує з Кенією на півдні, на південному заході — з трикутником Ілем, на заході — з Південним Суданом, на північному заході — з Гамбела, на півночі та сході — з Оромо. Найбільші міста: Аваса, Арба-Минч, Мізан-Тефері та Ченч.

## Населення
За даними перепису 2007 населення регіону становить 15 042 531 осіб, міське населення — 10,28 % (найменший показник по країні). Середня густота населення становить 142,06 осіб/км². У регіоні нараховано 3 087 567 окремих господарств, таким чином, у середньому припадає 4,9 осіб на одне господарство. Протестанти складають 55,5 % населення, християни-монофізити — 19,9 %, мусульмани — 14,1 %, католики — 2,4 %; близько 6,6 % населення сповідують традиційні релігії.
За даними минулого перепису 1994 населення регіону складало 10 377 028 осіб, міське населення у той час було всього 6,8 %. За даними на 2006 рік, близько 54 % населення має доступ до чистої питної води, що істотно вище, ніж показники п'ятнадцятирічної давності (всього 10-15 %). Рівень грамотності становить 57 % для чоловіків і 22,4 % для жінок. Дитяча смертність: 85 на 1000 народжених (у порівнянні з середнім по країні показником 77 на 1000).
Основні мови включають сідамо (18 %), гураге (14,72 %), волам (11,53 %), хадія (8,53 %), кафа (5,22 %), камбата (4,35 %). Всього у регіоні проживає понад 45 різних етнічних груп. (Див. також Хамер (народ)).

## Адміністративний поділ
Регіон ділиться на 13 зон, 8 особливих районів (воред) та міську адміністрацію Аваса.
| Зони/особливі райони     | Назва латиницею                      | Населення, чол. (2007) |
| ------------------------ | ------------------------------------ | ---------------------- |
| Бенч-Маджі               | Benč/Bench Maji Zone                 | 654 046                |
| Давріо                   | Dawro/Dawuro Zone                    | 492 742                |
| Південне Омо             | Debub (South) Omo Zone               | 577 673                |
| Гамо-Гофа                | Gamo Gofa Zone                       | 1 595 570              |
| Гіде                     | Gide'o/Gedeo Zone                    | 879 749                |
| Гураге                   | Gurage Zone                          | 1 280 483              |
| Хадія                    | Hadiya Zone                          | 1 243 776              |
| Кефа                     | Käfa/Keffa Zone                      | 880 251                |
| Кембата-Тембаро          | Kämbata/Kembata Tembaro/Timbaro Zone | 683 167                |
| Шека                     | Sheka Zone                           | 199 671                |
| Сидамо                   | Sidama Zone                          | 2 966 652              |
| Сильті                   | Səlṭi/Silti Zone                     | 751 159                |
| Волайта                  | Wolayita Zone                        | 1 527 908              |
| Алаба (особливий район)  | Alaba special woreda                 | 232 241                |
| Амаро (особливий район)  | Amaro special woreda                 | 149 384                |
| Баскет (особливий район) | Basketo special woreda               | 56 678                 |
| Бурдж (особливий район)  | Burji special woreda                 | 56 523                 |
| Діраше (особливий район) | Dirashe/Derashe special woreda       | 142 678                |
| Конс (особливий район)   | Konso special woreda                 | 234 987                |
| Конта (особливий район)  | Konta (Ela) special woreda           | 91 743                 |
| Єм (особливий район)     | Yäm/Yem special woreda               | 80 647                 |
| Аваса                    | Hawassa City Administration-Zone     | 259 803                |
| Усього                   | Усього                               | 15 042 531             |

Зони своєю чергою діляться на 126 районів (воред) і 10 міст-воред.